# Valiant Comics
Valiant Comics är ett amerikanskt serieförlag grundat 1989 av Jim Shooter och Bob Layton. Förlaget döptes om till "Acclaim Comics" 1996 efter att Acclaim 1994 köpt upp dem. Företaget lades ned i samband med att Acclaim gick i konkurs 2004, men företaget återuppstod 2005 under sitt gamla namn Valiant Comics.